# 吉福德峰
79°36′S 84°48′W / 79.600°S 84.800°W

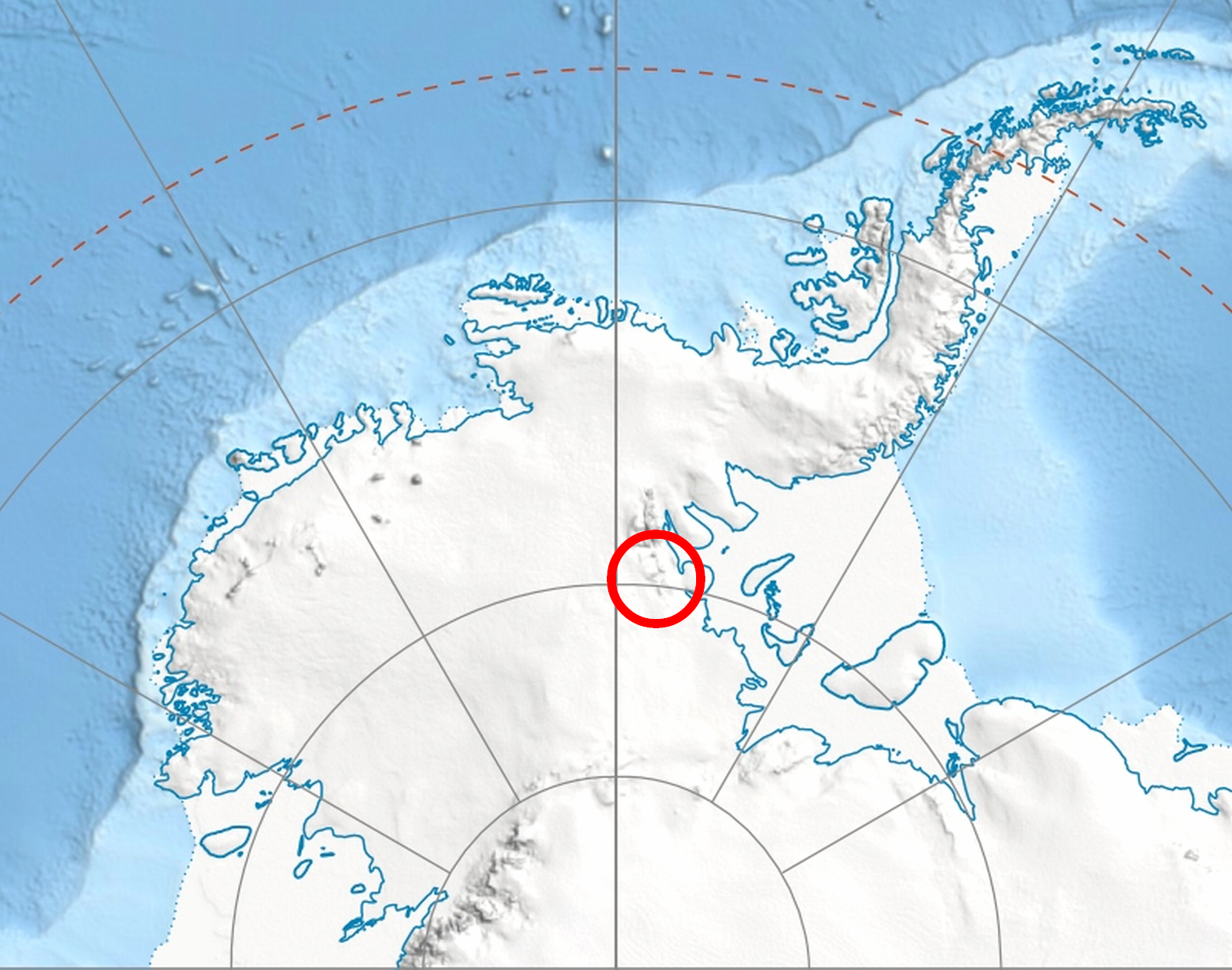

吉福德峰是南極洲的山峰，位於埃爾斯沃思地，處於瓦特拉克山和索霍爾特峰之間，屬於埃爾斯沃思山脈的赫里蒂奇嶺的一部分，現時由南極條約體系管理。